# Релігія в Португалії
Релігія в Португалії (перепис 2011)
Панівною релігією в Португалії є християнство, зокрема Католицька церква. До прийняття чинної Португальської конституції 1974 року, що проголосила відокремлення церкви від держави (Стаття 41), католицизм мав статус державної релігії в країні. Згідно з переписом населення 2011 року близько 81% португальців були вірянами Католицької церкви. Хоча лише 19% з них регулярно відвідували літургію й приймають євхаристію, більшість населення приймають таїнства хрещення, конфірмації, шлюбу тощо. Незважаючи на світський характер Португальської держави Католицька церква має ряд офіційних привілеїв у країні, зокрема у сфері освіти та охорони здоров'я.